# Coupe Spengler 1932
Navigation
Édition précédente Édition suivante
La Coupe Spengler 1932 est la 10e édition de la Coupe Spengler. Elle se déroule en décembre 1932 à Davos, en Suisse.

## Règlement du tournoi
Les sept équipes sont réparties en deux groupes de trois et quatre équipes. Le groupe A est composé du LTC Prague, du Hockey Club Davos, de l'Université de Cambridge et de l'Akademischer EHC Zürich. Le groupe B est composé de l'Université d'Oxford, du Vienne EV et du GC Zurich
Les équipes jouent un match contre chacune des autres équipe de son groupe. La deuxième équipe du groupe A rencontre la deuxième équipe du groupe B pour la 3e place. Les premiers de chaque groupe se rencontrent afin de déterminer le vainqueur de la Coupe Spengler.

## Résultats

### Phase de groupes

#### Groupe A
| Clt   | Équipe                  | PJ | V | VP | D | DP | BP | BC | Pts |
| ----- | ----------------------- | -- | - | -- | - | -- | -- | -- | --- |
| +001, | LTC Prague              | 3  | 3 | 0  | 0 | 0  | 19 | 1  | 6   |
| +002, | HC Davos                | 3  | 2 | 0  | 1 | 0  | 10 | 5  | 4   |
| +003, | Akademischer EHC Zürich | 3  | 1 | 0  | 2 | 0  | 3  | 8  | 2   |
| +004, | Université de Cambridge | 3  | 0 | 0  | 3 | 0  | 0  | 18 | 0   |

- Qualifié directement pour la finale

| décembre | HC Davos | 4-0 | Akademischer EHC Zürich |  |

| décembre | LTC Prague | 10-0 | Université d'Oxford |  |

| décembre | Université d'Oxford | 0-5 | HC Davos |  |

| décembre | LTC Prague | 4-0 | Akademischer EHC Zürich |  |

| décembre | HC Davos | 1-5 | LTC Prague |  |

| décembre | Université d'Oxford | 0-3 | Akademischer EHC Zürich |  |

#### Groupe B
| Clt   | Équipe              | PJ | V | VP | D | N | BP | BC | Pts |
| ----- | ------------------- | -- | - | -- | - | - | -- | -- | --- |
| +001, | Université d'Oxford | 2  | 2 | 0  | 0 | 0 | 2  | 0  | 4   |
| +002, | GC Zurich           | 2  | 1 | 0  | 1 | 0 | 4  | 1  | 2   |
| +003, | Vienne EV           | 2  | 0 | 0  | 2 | 0 | 0  | 5  | 0   |

- Qualifié directement pour la finale

| décembre | Université d'Oxford | 1-0 | GC Zurich |  |

| décembre | Université d'Oxford | 1-0 | Vienne EV |  |

| décembre | Vienne EV | 0-4 | GC Zurich |  |

### Phase finale

#### Match pour la3eplace
| 31 décembre | HC Davos | 1-4 | GC Zurich | Eisstadion Davos |

#### Finale
| 31 décembre | Université d'Oxford | 0-0 (pr) | LTC Prague | Eisstadion Davos |